# Marilyn Mosby

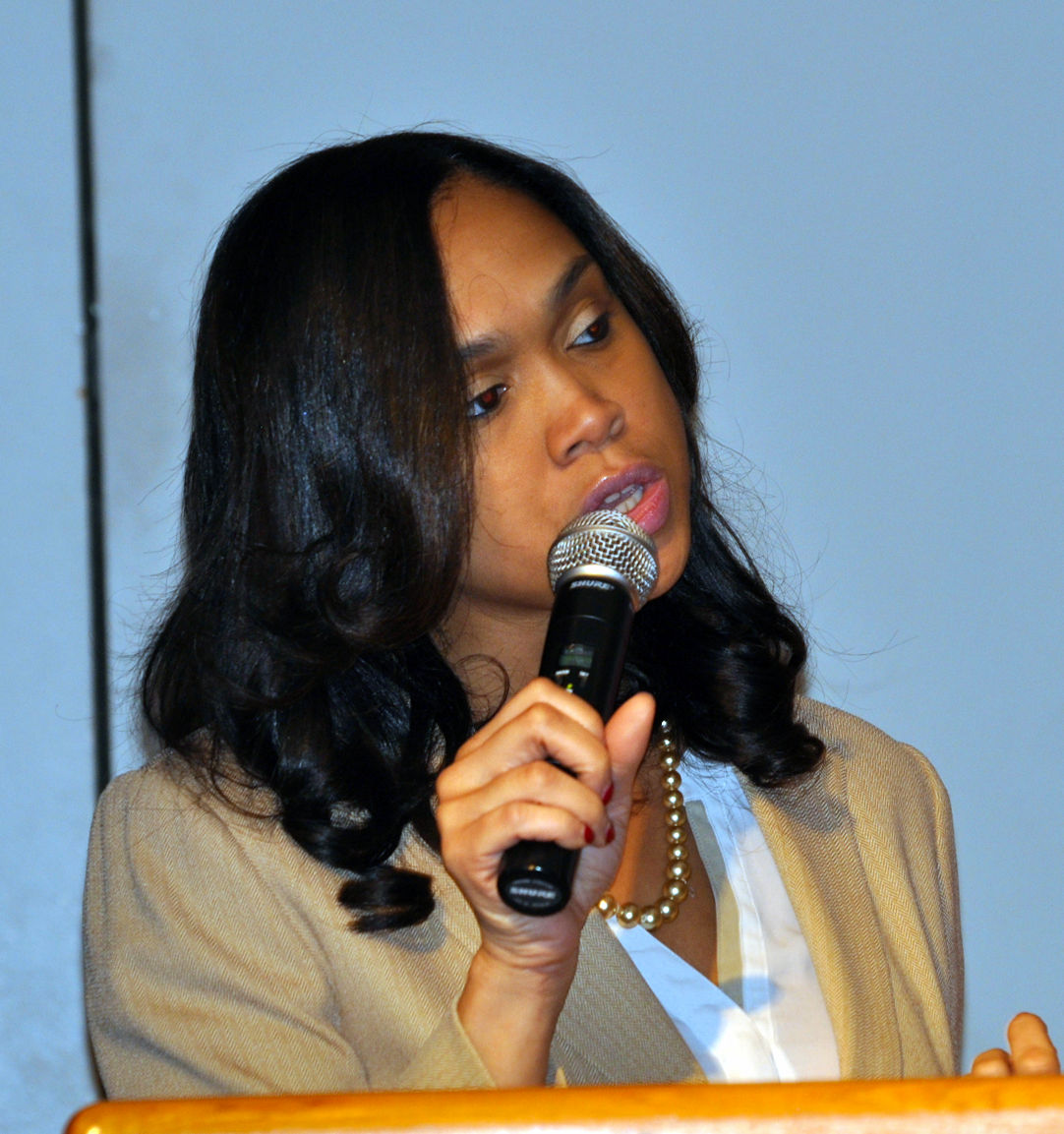

Marilyn Mosby (* 22. Januar 1980) ist eine amerikanische Staatsanwältin in Baltimore, die mit ihrer Anklage gegen sechs Polizisten bekannt wurde. Auf Mosbys persönliches Betreiben wurde gegen die Polizisten wegen Totschlag und fahrlässiger Tötung im Zusammenhang mit dem Tod von Freddie Gray ermittelt. Doch nach eingehenden Untersuchungen und Gerichtsverfahren wurden alle Beamten entlastet und freigesprochen. Der Tod von Freddie Gray löste im Frühling 2015 Unruhen und Straßenschlachten in Baltimore aus.
Aufgewachsen in Boston als Kind von Polizisten studierte sie Rechtswissenschaften an der Tuskegee University (2002) und schloss mit einem Juris Doctor von der Law School des Boston College ab (2012). Sie ist verheiratet und Mitglied der Demokratischen Partei. Im Herbst 2014 gewann sie die parteiinterne Kandidatur für die Wahl zur Staatsanwältin entgegen allen Prognosen gegen den amtierenden Staatsanwaltschaft Gregg L. Bernstein. Bei der eigentlichen Wahl trat dann kein Gegenkandidat an.

## Fall Freddie Gray
Nach dem Tod von Freddie Gray in Polizeigewahrsam entschied sich Mosby 2015 Anklage gegen sechs der an der Verhaftung beteiligten Polizeibeamten Anklage zu erheben.
Am 23. Juni 2016 wurde einer der Polizisten, Caesar R. Goodson, Fahrer des Polizeitransporters, in dem Gray auf dem Boden lag und am Ende der Fahrt mit gebrochenem Rückgrat aufgefunden wurde, in allen Anklagepunkten freigesprochen. Er war der Polizist, dem die Anklage die größte Verantwortung am Tod Grays zugeschrieben hatte. Nach seinem Freispruch nahm die örtliche Presse an, dass Mosbys berufliche und politische Karriere beendet sei.

## Anklage wegen Falschangaben u.a. bei Hypothekenanträgen
Am 13. Januar 2022 gab eine Grand Jury dem Antrag der Bundesanwaltschaft statt, gegen Marilyn Mosby ein Gerichtsverfahren unter anderem wegen Falschangaben bei Hypothekenanträgen zu eröffnen. Im anschließenden Gerichtsverfahren befand die Jury Marilyn Mosby am 9. November 2023 für schuldig. Die Urteilsverkündung sowie weitere Gerichtsverfahren mit zusätzlichen Anklagepunkten stehen aus. Eine langjährige, möglicherweise jahrzehntelange Haftstrafe ist nicht auszuschließen.